# 小島町
小島町（おしままち）は、熊本県の西部、飽託郡にかつてあった町である。

## 地理
- 河川：白川、坪井川
- 山：御坊山

## 歴史
- 1889年（明治22年）4月1日 - 町村制が施行。飽田郡小島町、小島村、下松尾村が合併して小島町が発足。
- 1896年（明治29年） - 郡制施行に伴い、飽田郡と託麻郡が合併して飽託郡となる。
- 1927年（昭和2年）9月13日 - 有明海台風による高潮で防波堤が崩壊、町内が浸水。死者270人以上[1]。
- 1957年（昭和32年）1月1日 - 熊本市に編入。

## 学校
- 小島小学校（のちの小島尋常小学校、現在の熊本市立小島小学校）